# بت (کارولینای جنوبی)
بت (به انگلیسی: Bath) یک منطقهٔ مسکونی در ایالات متحده آمریکا است که در کارولینای جنوبی واقع شده‌است. بت ۱٬۰۳۳ نفر جمعیت دارد.